# 北大阪電気鉄道
北大阪電気鉄道（きたおおさかでんきてつどう）は、現在の阪急電鉄京都線十三駅 - 淡路駅間、千里線淡路駅 - 千里山駅間を開業させた鉄道事業者。

## 概要

### 起工まで
もともと、不動産開発を手がけていた北大阪土地が、千里丘陵で宅地と霊園の開発を行うに当たって計画した路線である。同社は以前も、尼崎などを起点に千里を目指す路線の敷設計画を2度出していたが、いずれも却下されており、3度目の申請が1916年（大正5年）9月1日にようやく通ったものであった。
しかし免許は受けたものの、施工予算の問題があってなかなか具体化させられず、3回も施行認可申請受付期間の延長願を出さざるを得なかった。この間発起人の顔ぶれがかわり新たに加入した伊藤英一が発起人総代となった。結局、吹田駅 - 大阪駅（梅田）間で線路の付け替えを行っていた東海道本線廃線跡の払い下げを受け、当初自力で大阪市街（天神橋筋六丁目、天六）への乗り入れを行う予定であったところ、新淀川橋梁の架橋予算を削減するため暫定的に阪神急行電鉄（後の阪急電鉄）十三駅へ乗り入れ、同社線経由で連絡を図る計画に変更するなどして、1918年（大正7年）11月24日にようやく会社を設立し、1920年（大正9年）2月13日に着工した。

### 開業
そして1921年（大正10年）4月1日に十三駅 - 豊津駅間、同年10月26日に豊津駅 - 千里山駅間を開業させた。また一方では開業に先立ち、1920年（大正9年）9月には千里丘陵に遊園地として「千里山花壇」（後の千里山遊園）を開設している。
なお、前述したとおり霊園の開発に携わったことから、開業後の利用客などからは「墓地電車」とも揶揄された。
また、乗務員の教習は阪急の教習所で行い、導入車両も同社の池田で組み立てを行ったといわれるなど、この頃は阪急と関わりが深い会社であった。当時の阪急梅田駅の行き先案内にも、「神戸・宝塚・千里山方面」と書かれていたといわれている。

### 京阪電気鉄道による買収
一方、北大阪電気鉄道が設立された頃に、京阪電気鉄道は自社線防衛という目的も兼ね、淀川西岸を通り東海道本線と並行する、第二京阪線の敷設を目指した。
同社は当初、梅田に既存の京阪本線と共同のターミナル駅を設け、第二京阪線の工事を行おうとしていた（→京阪梅田線 を参照）が、城東線払下問題や高架工事延期により当面は実現できないと考え、別の大阪側のターミナル駅を模索していた。
そんな中、北大阪電鉄が保有していながらも着工できなかった、淡路より南下して天六に至る免許に目をつけた。京阪が新線を建設するために設立した新京阪鉄道へ同社の路線と免許を譲渡させ、その免許を活用して大阪市近縁への乗り入れを図るという計画であった。
京阪は北大阪電気鉄道の株の過半数を抑え、実権を掌握、1923年（大正12年）4月1日にその事業と免許を新京阪鉄道に譲渡した。同社はこのとき、不動産事業だけを残して京阪土地と改称し、1928年（昭和3年）3月には京阪電気鉄道へ合併されている。

### 新京阪帰属後の変遷
新京阪鉄道は譲渡後、予定通り1925年（大正14年）10月15日に天神橋駅（現天神橋筋六丁目駅） - 淡路駅間、1928年（昭和3年）1月16日に淡路駅 - 高槻町駅（現高槻市駅）間、同年11月1日に高槻町駅 - 京都西院駅（現西院駅）間を開業させ、第二京阪線を実現させた。
しかし、折しも昭和恐慌の影響で京阪グループ自体の経営が危うくなり、新京阪鉄道は沿線人口が希薄であったことから、特に悲惨な状況に陥った。京阪電気鉄道は再編のため新京阪鉄道を買収することを決定、1930年（昭和5年）9月15日に実施した。これにより、天神橋駅 - 京都西院駅間は本線と扱われ新京阪本線、十三駅 - 淡路駅間は十三線、淡路駅 - 千里山駅間は千里山線と呼ばれるようになった。
その後、1943年（昭和18年）10月1日には阪神急行電鉄と京阪電気鉄道が合併されて京阪神急行電鉄となる。戦後、1949年（昭和24年）に京阪電気鉄道が分離するが、その際に旧新京阪線は阪急に存置され、天神橋駅 - 阪急京都駅（現大宮駅）（1931年開業）間は京都本線と呼ばれるようになった。
そして1959年（昭和34年）2月18日、阪急宝塚本線梅田駅 - 十三駅間の三複線化が完成し、それまで宝塚本線・十三線経由で梅田駅への乗り入れを図ってきた京都本線の列車（千里山線列車の一部も）は、本格的にこの線路を用いて天神橋駅に代わり、梅田駅をターミナルとするようになった。そのため、このとき再び線名の改定が行われ、十三駅 - 阪急京都駅間が京都本線、天神橋駅 - 千里山駅間が千里山線となった。その後、1967年（昭和42年）の北千里駅までの延伸時に、千里山線は千里線と改称して現在に至っている。
なお、1967年（昭和42年）に設立され1970年（昭和45年）に開業した北大阪急行電鉄は、京阪神急行電鉄が設立した子会社で、その路線である南北線も阪急千里線と並行するように敷かれている。

## 年表
- 1916年（大正5年）9月1日 - 鉄道免許状下付（西成郡豊崎町 - 三島郡千里村間）[4]
- 1918年（大正7年）11月24日 - 北大阪電気鉄道株式会社設立（社長伊藤英一）[5]
- 1919年（大正8年）9月12日 - 鉄道免許状下付（西成郡西中島村 - 同郡神津村間）[6]
- 1921年（大正10年）
  - 4月1日 - 十三 - 豊津間営業開始[7]
  - 10月26日 豊津 - 千里山間営業開始[8]
- 1923年（大正12年）
  - 3月2日 - 新京阪鉄道への鉄道敷設権の譲渡許可[9]
  - 4月1日 - 新京阪鉄道に鉄道事業を譲渡、京阪土地に改称[10][11]
- 1928年（昭和3年）3月1日 - 京阪電気鉄道に合併[12]

## 輸送・収支実績
| 年度 | 乗客（人） | 貨物量（トン） | 営業収入（円） | 営業費（円） | 益金（円） |
| ---- | ---------- | -------------- | -------------- | ------------ | ---------- |
| 1921 | 1,423,628  | 10,456         | 118,472        | 224,187      | ▲ 105,715  |
| 1922 | 2,188,032  | 8,095          | 172,179        | 268,576      | ▲ 96,397   |
| 1923 | 3,088,043  | 12,079         | 169,722        | 93,759       | 75,963     |
| 1924 | 3,372,326  | 47,252         | 244,695        | 227,701      | 16,994     |

- 鉄道省鉄道統計資料各年度版
- 北大阪電気鉄道が開通させた十三-千里山間のみ

## 車両
- 1形